# Linjiang
För andra betydelser, se Linjiang (olika betydelser).
Linjiang, tidigare stavat Linkiang, är en stad på häradsnivå som lyder under Baishans stad på prefekturnivå i Jilin-provinsen i nordöstra Kina. Den ligger omkring 270 kilometer sydost om provinshuvudstaden Changchun.